# Roccabernarda

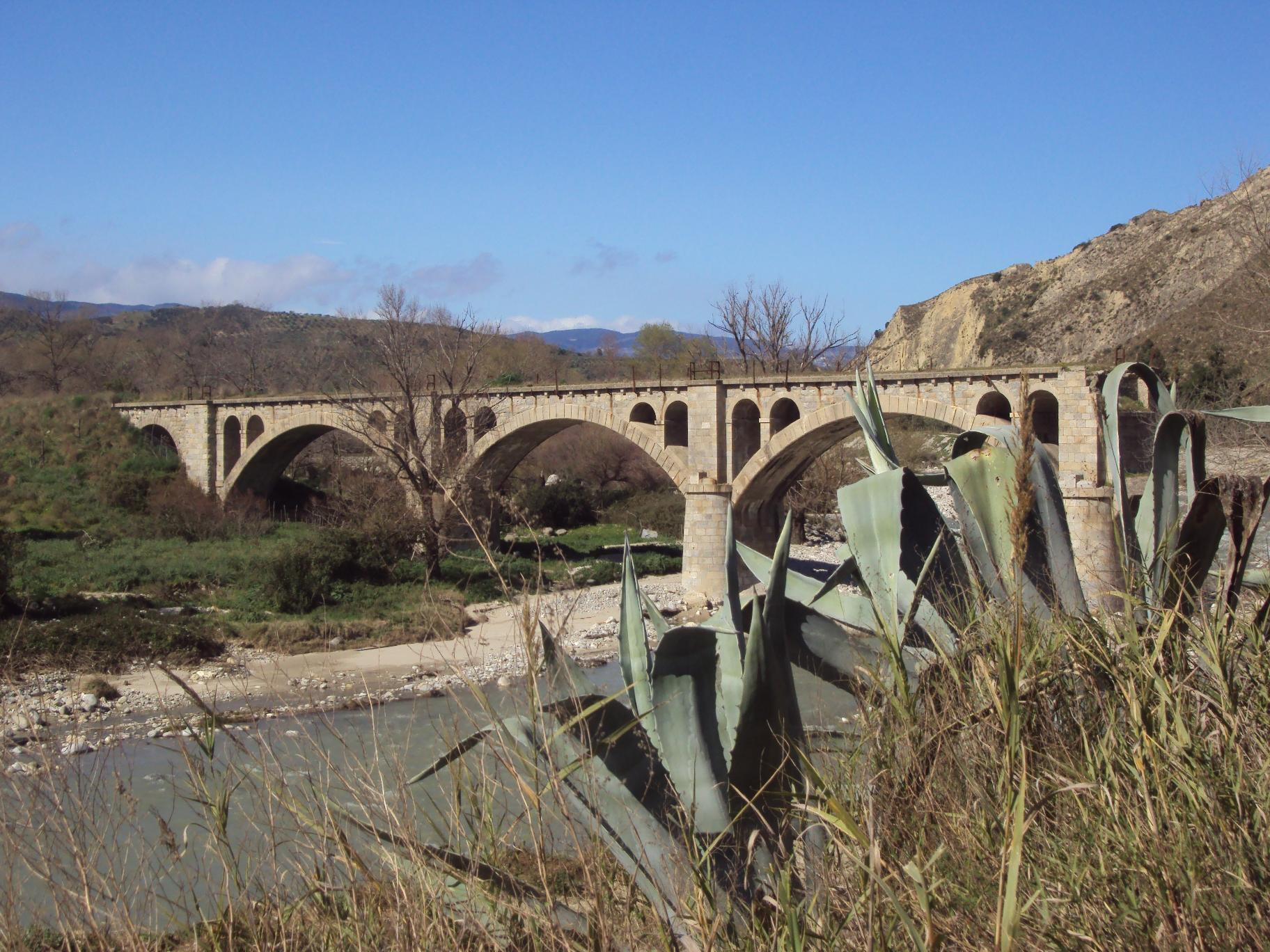
Brücke über die Tacina bei Roccabernarda

Roccabernarda ist eine süditalienische Gemeinde (comune) mit 3125 Einwohnern (Stand 31. Dezember 2023) in der Provinz Crotone in Kalabrien. Die Gemeinde liegt etwa 22,5 Kilometer westnordwestlich von Crotone an der Tacina. Die nördliche Gemeindegrenze bildet der Neto.

## Geschichte
Der Ursprung des Ortes mag in der antiken griechischen Besiedlung des Gebiets liegen. Zunächst als Re pagano bezeichnet, wurde an dieser Stelle eine Burganlage errichtet (Rocca Bernarda).

## Verkehr
Durch die Gemeinde verläuft die Strada Statale 109 della Piccola Sila von Lamezia Terme nach Cutro.